# Rockergrupper
Rockergrupper er  bander eller grupper, som har jakker med rygmærker, der symboliserer tilhørsforholdet til den pågældende gruppe. Disse bander eller rockergrupper består af personer, kaldet "rockere", som kører på motorcykel. Ifølge politiet var der i 2011 112 rockergrupper i Danmark, politiet havde registeret 1.665 personer for tilknytning til disse, 672 som medlemmer.
Følgende er en alfabetisk oversigt over rockergrupper, herunder nuværende eller tidligere grupper.
| Navn                               | År grundlagt | Land grundlagt | Sted grundlagt                   | Officiel hjemmeside                | Kilde(r)                    |
| ---------------------------------- | ------------ | -------------- | -------------------------------- | ---------------------------------- | --------------------------- |
| Bandidos                           | 1966         | USA            | San Leon, Texas                  | [ 4 ]                              | [kilde mangler]             |
| Blue Angels                        | 1963         | Skotland       | Glasgow                          | [ 5 ]                              | [kilde mangler]             |
| The Breed                          | 1968         | USA            | Jersey City, New Jersey          | ?                                  | [ 6 ]                       |
| Brother Speed                      | 1969         | USA            | Boise, Idaho                     | [ 7 ]                              | [kilde mangler]             |
| Chosen Few                         | 1959         | USA            | Los Angeles, Californien         | [ 8 ]                              | [ 9 ] [ 10 ]                |
| Coffin Cheaters                    | 1970         | Australien     | Perth                            | ?                                  | [ 11 ]                      |
| Comanchero                         | 1973         | Australien     | Sydney, New South Wales          | [ 12 ]                             | [kilde mangler]             |
| Devils Diciples                    | 1967         | USA            | Fontana, Californien             | [ 13 ]                             | [kilde mangler]             |
| Diablos                            | 1961         | USA            | San Bernardino, Californien      | [ 14 ]                             | [kilde mangler]             |
| The Finks                          | 1970s        | Australien     | Adelaide, South Australia        | [ 15 ]                             | [kilde mangler]             |
| Free Souls                         | 1968         | USA            | Eugene, Oregon                   | [ 16 ]                             | [kilde mangler]             |
| Galloping Goose Motorcycle Club    | 1942         | USA            | Los Angeles, Californien         | [ 17 ]                             | [ 18 ] [ 19 ]               |
| Gremium MC                         | 1972         | Tyskland       | Mannheim, Tyskland               |                                    |                             |
| Grim Reapers                       | 1958         | Canada         | Alberta                          | [ 20 ]                             | [kilde mangler]             |
| Gypsy Joker Motorcycle Club        | 1956         | USA            | San Francisco, Californien       | [ 21 ]                             | [ 22 ]                      |
| Hangmen Motorcycle Club            | 1960         | USA            | Richmond, Californien            | [ 23 ]                             | [ 24 ] [ 25 ] [ 26 ] [ 27 ] |
| Hells Angels                       | 1948         | USA            | Fontana, Californien             | [ 28 ]                             | [kilde mangler]             |
| Hell's Lovers                      | 1967         | USA            | Chicago, Illinois                | [ 29 ]                             | [kilde mangler]             |
| Hessians MC                        | 1968         | USA            | Costa Mesa, Californien          | [ 30 ]                             | [ 31 ]                      |
| Highwaymen                         | 1954         | USA            | Detroit, Michigan                | [ 32 ]                             | [ 33 ]                      |
| Invaders                           | 1965         | USA            | Gary, Indiana                    | [ 34 ]                             | [ 35 ]                      |
| Iron Horsemen                      | 1960'erne    | USA            | Cincinnati, Ohio                 | ?                                  | [kilde mangler]             |
| Jus Brothers                       | 1990         | USA            | San Joaquin County, Californien  | [ 36 ]                             | [ 37 ] [ 38 ]               |
| Lone Legion                        | ?            | New Zealand    | Blenheim                         | [ 39 ]                             | [kilde mangler]             |
| Lost Breed                         | 1976         | New Zealand    | Nelson                           | [ 40 ]                             | [kilde mangler]             |
| Market Street Commandos            | 1940'erne    | USA            | San Francisco, Californien       | ?                                  | [kilde mangler]             |
| Mongols                            | 1969         | USA            | Montebello, Californien          | [ 41 ]                             | [kilde mangler]             |
| Notorious                          | 2007         | Australien     | Sydney, New South Wales          | [ 42 ]                             | [kilde mangler]             |
| Outcast                            | 1969         | USA            | Detroit, Michigan                | [ 43 ]                             | [kilde mangler]             |
| Outlaws                            | 1935         | USA            | McCook, Illinois                 | [ 44 ]                             | [kilde mangler]             |
| Pagans                             | 1959         | USA            | Prince George's County, Maryland | [ 45 ]                             | [kilde mangler]             |
| Peckerwoods MC                     | 1999         | USA            | Santee, Californien              | [ 46 ]                             | [ 47 ]                      |
| Pissed Off Bastards of Bloomington | 1945         | USA            | Bloomington, Californien         | [ 48 ]                             | [kilde mangler]             |
| Rebels Motorcycle Club             | 1969         | USA            | Brisbane, Queensland             | [ 49 ]                             | [kilde mangler]             |
| Rebels Motorcycle Club             | 1968         | Canada         | Red Deer, Alberta                | [ 50 ]                             | [ 51 ]                      |
| Rockers                            | 1992         | Canada         | Montreal, Quebec                 | ?                                  | [kilde mangler]             |
| Rock Machine                       | 1980'erne    | Canada         | Montreal, Quebec                 | [ 52 ]                             | [ 53 ]                      |
| Road Knights                       | ?            | New Zealand    |                                  | [ 54 ]                             | [kilde mangler]             |
| Satan's Sidekicks                  |              | USA            | Detroit, Michigan                |                                    | [ 55 ] [ 56 ] [ 57 ]        |
| Satan's Soldiers                   | 1980         | USA            | New York                         | [ 58 ]                             | [ 59 ] [ 60 ] [ 61 ] [ 62 ] |
| Satudarah MC                       | 1990         | Holland        | Moordrecht                       | Hjemmeside (nederlandsk/hollandsk) |                             |
| Solo Angeles                       | 1959         | Mexico         | Tijuana                          | ?                                  | [kilde mangler]             |
| Sons of Silence                    | 1966         | USA            | Niwot, Colorado                  | [ 63 ]                             | [kilde mangler]             |
| Vagos                              | 1965         | USA            | Temescal Valley, Californien     | ?                                  | [kilde mangler]             |
| Warlocks                           | 1967         | USA            | Philadelphia, Pennsylvania       | ?                                  | [kilde mangler]             |
| Warlocks                           | 1967         | USA            | Orlando, Florida                 | [ 64 ]                             | [kilde mangler]             |
| Wheels of Soul                     | 1967         | USA            | Philadelphia, Pennsylvania       | [ 65 ]                             | [ 66 ]                      |

## Eksterne links
- Rockerborge i Danmark